# Castrisch
Castrisch (tyska och tidigare officiellt: Kästris) är en ort och tidigare kommun i regionen Surselva i kantonen Graubünden, Schweiz. Kommunen blev 2014 en del av storkommunen Ilanz/Glion. Den rätoromanska namnformen används för det mesta även i tysk skrift.